# Google Play Music
Google Play Music, początkowo Music Beta – usługa strumieniowania muzyki, część serwisu internetowego Google Play. Oficjalnie używana nazwa w języku polskim to Muzyka w Google Play. Następcą tej usługi jest YouTube Music.
Użytkownicy Google Play Music mogli przechowywać w chmurze obliczeniowej 50 tysięcy utworów. Do limitu nie były uwzględniane utwory zakupione w Google Play. Google Play Music obsługiwało sześć formatów wysyłanej muzyki: MP3, AAC, WMA, FLAC, Ogg i ALAC. Użytkownicy mogli słuchać muzyki odtwarzanej z poziomu komputera lub urządzenia mobilnego. Usługa oferowała muzykę w jakości 320kbps. Według danych z czerwca 2017 roku w Google Play Music dostępnych było 40 milionów utworów. Użytkownik mógł jednorazowo skorzystać z bezpłatnego 30 dniowego okresu próbnego subskrypcji. Usługa była dostępna w 63 państwach dla każdego użytkownika konta Google. Aplikacja Google Play Music została pobrana ze sklepu Google Play ponad miliard razy.
Usługa od 2018 roku była w trakcie wygaszania, w celu całkowitego zastąpienia jej uruchomionym w 2015 roku serwisem YouTube Music. Wyłączenie usługi było początkowo planowane w 2019 roku, do czego nie doszło. Od maja 2020 możliwa była migracja kolekcji zakupionych nagrań z usługi Google Play Music do YouTube Music. Z końcem sierpnia 2020 zaprzestane zostało dodawanie nowych nagrań do Menedżera muzyki Google Play oraz ich pobieranie, nie można było też kupić nagrań ani składać zamówień przedsprzedażowych. Od września 2020 było niedostępne strumieniowanie muzyki w Afryce Południowej i Nowej Zelandii, a od 3 października na całym świecie. Wtedy została wyłączona strona internetowa oraz aplikacje Google Play Music. W grudniu nieprzeniesione dane użytkowników miały zostać wykasowane, ale Google wydłużyło ten okres do 24 lutego 2021..